# Roots for Reconciliation
Roots for Reconciliation (kurz „RfR“ oder „Roots“) ist ein Programm des YMCA Europe, welches sich für Friedensarbeit ansetzt. Gestartet wurde es 2007 im südlichen Kaukasus und hat seitdem in drei verschiedenen Phasen gearbeitet, die zwischendurch evaluiert wurden. Im Hauptfokus steht es, junge Menschen und deren Leitungspersonen zu vernetzen und Friedensarbeit durch interkulturellen Dialog zu fördern. Als Methodik wird der „Do-No-Harm Approach“ angewendet. Charakteristisch ist die international orientierte Arbeit, an den Programmen von RfR waren Menschen aus mehr als 30 Ländern involviert.

## Methodik
RfR arbeitet mit dem „Do-No-Harm“-Ansatz, welcher zur Nachhaltigkeit der einzelnen Projekte beitragen soll.

## Projektphasen
RfR arbeitet in zeitlich begrenzten Phasen mit klarer Zielsetzung. Die bisherigen drei Phasen werden im Folgenden dargestellt:

### 2007–2011
2007 wurde Roots gegründet mit der Zielsetzung das CVJM Netzwerk in der Süd Kaukasus Region zu stärken und ein ökumenisches Netzwerk aufzubauen, welches sich für Klimaschutz, Frieden und Gerechtigkeit einsetzt.
In der ersten Phase wurden drei Freizeitgelände gebaut mit dem Ziel dort internationale Jugendbegegnungen zu ermöglichen.
- YMCA Camp Lake Sevan in Armenia (500 m²)
- YMCA Camp Aramian in Armenia (360 m²)
- YMCA Camp Orange in Georgia (600 m²)

### 2012–2015
In der zweiten Phase fokussierte sich das Programm auf die Unterstützung von jungen Menschen in Konfliktregionen. Dies geschah durch die Weiterbildung und Vernetzung junger Leitungspersonen, um als Mentoren in ihre Heimatregionen zu wirken. Dazu wurde das Peace Work Institute gegründet. Die drei einwöchigen Schulungen fanden statt in:
- Istanbul 2012
- Yerevan 2013
- Strasbourg 2013

Danach wurden Projekte der Teilnehmenden durchgeführt. Diese Phase wurde abgeschlossen mit einer Evaluation:
- Budapest 2015

### 2016–2020 (aktuelle Phase)
In Mithilfe der früheren Partizipierenden des RfR Projekts wurde die nächste Phase entwickelt, die wieder zur Weiterbildung und Unterstützung junger Leute dient.